# 'Ndrina Iozzo
Gli Iozzo-Chiefari sono una 'ndrina composta da due famiglie: la prima di Chiaravalle Centrale, e la seconda di Torre di Ruggiero, ma che insistono anche sul vicino paese di Cardinale. Fanno capo al Locale di Serra San Bruno.

## Storia

### Anni '90
Il 20 agosto 1991 Massimiliano Sestito uccide a Satriano il carabiniere Renato Lio.

### Anni 2000
- 2005: tentato omicidio a Chiaravalle Centrale[3]
- 27 aprile 2009: omicidio di Giuliano Cortese e della moglie Inna Abramovia[4][5][3].

### Anni 2010
Il 16 gennaio 2010 viene assassinato Pietro Chiefari in quanto insieme a Vittorio Sia sarebbe stato l'autore dell'omicidio di Giuseppe Todaro avvenuto il 22 dicembre 2009 nel quadro della Faida dei boschi.
Il 9 agosto 2013 viene arrestato a Palinuro il latitante Massimiliano Sestito condannato a 30 anni di carcere per omicidio.
Il 14 ottobre 2019 si conclude l'operazione Ortrhus e vengono arrestate 17 persone riconducibili agli Iozzo-Chiefari, i quali sono accusati a vario titolo di spaccio di marijuana e cocaina, possesso illegale di armi e di attività illecite nel settore edile, del movimento terra, del commercio all'ingrosso di legname e subappalti per la Trasversale delle Serre.

### Anni 2020
17 maggio 2021: operazione Anteo contro i Giorgi, i Mancuso, i Soriano, gli Iozzo-Chiefari e i Sia-Procopio.

## Esponenti di spicco
- Mario Iozzo, presunto capobastone a Chiaravalle, secondo il pentito Domenico Todaro[11].
- Raffaele Iozzo[11]
- Giuseppe Gregorio Iozzo, detto Pino[12].
- Luciano Iozzo[13]
- Gianfranco Iozzo[12]
- Antonio Chiefari, presunto capobastone.
- Vito Chiefari[14]
- Pietro Antonio Chiefari[14]
- Domenico Giuseppe Chiefari[14]
- Nicola Chiefari[14]